# 시로미
시로미는 상록의 작은 관목으로서, 줄기의 아랫부분은 땅 위로 뻗으며, 높이는 10-20cm 정도이다. 잎은 길이 몇 5-6mm의 넓은 실 모양으로 가지에 빽빽하게 달려 있다. 5-7월경에 자색의 꽃이 잎겨드랑이로부터 피며, 각각의 꽃은 3개의 꽃받침을 가지고 있다. 열매는 액과로 초가을에 익는데, 즙이 많고 달콤하여 식용한다. 이와 같은 시로미는 대표적인 고산 식물로서, 높은 산에 무리를 지어 살고 있으며, 한국에서는 전남·함남·함북 등지에 분포하고있다.